# Lac de Biaufond
Le lac de Biaufond est la retenue d'eau artificielle sur le Doubs formée grâce au barrage du Refrain à la frontière de la France (département du Doubs) et de la Suisse (canton de Neuchâtel et canton du Jura). Il est riverain des communes de Fournet-Blancheroche (France) et des Bois (Suisse).
|  |

## Le Pont
Un pont traverse le lac, ce pont relie la route cantonale neuchâteloise 168 et  la route départementale 464 (Doubs). Il est traversé par 2000 voitures chaque jour. Pendant la deuxième guerre mondiale des soldats allemands étaient en poste à l’hôtel "La Rasse" dans la commune de Fournet-Blancheroche. Cet hôtel est accessible en voiture uniquement par la route suisse bien qu'il se situe en France. Ainsi, un accord a été conclu pour approvisionner les Allemands en passant par le pont de Biaufond.

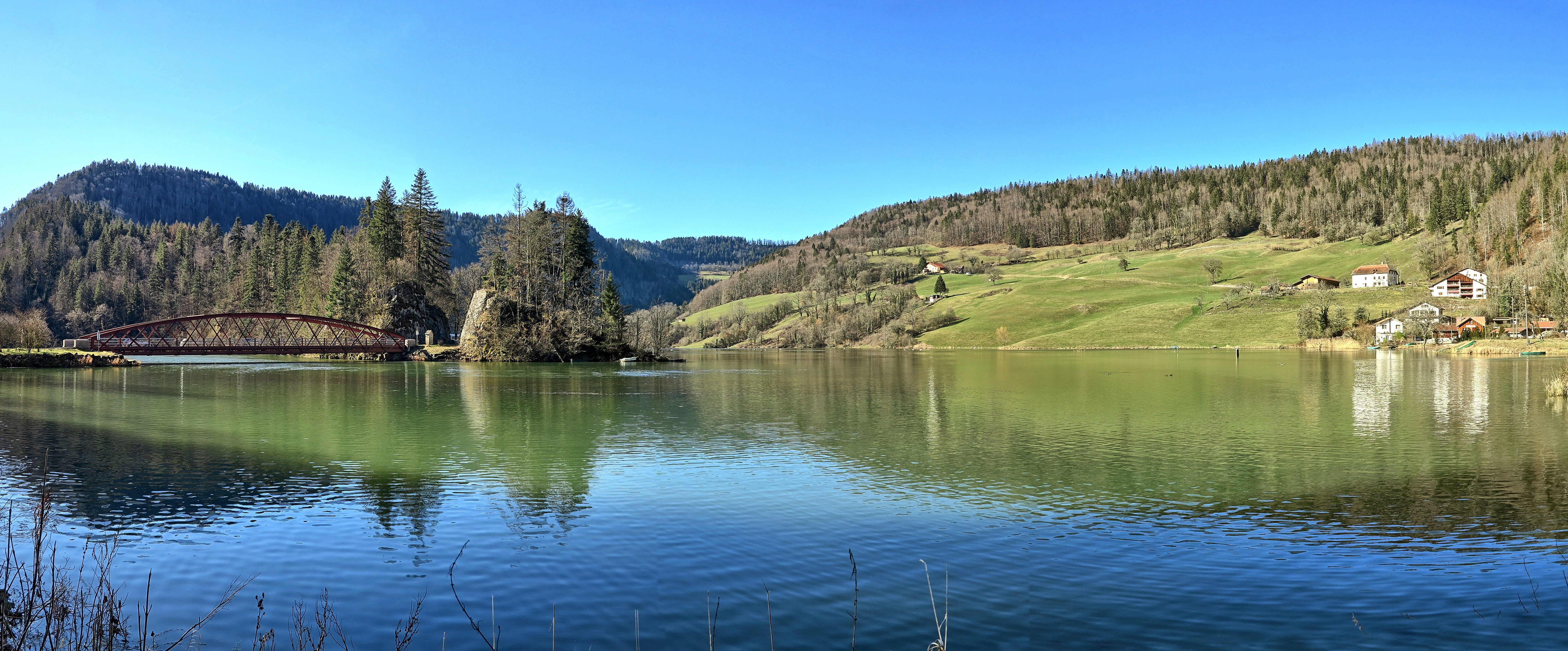
Le lac de Biaufond et le pont sur le Doubs.